# 한국해양수산개발원
한국해양수산개발원(韓國海洋水産開發院, Korea Maritime Institute)은 해양ㆍ수산 및 해운항만산업의 발전과 이와 관련된 제 부문의 과제를 종합적ㆍ체계적으로 조사ㆍ연구하고, 각종 동향과 정보를 신속히 수집ㆍ분석하여 이를 널리 보급ㆍ활용하게 함으로써 국가의 정책수립과 국민경제의 발전에 이바지하기 위하여 '정부출연연구기관등의설립ㆍ운영및육성에 관한법률'에 의거 1997년 4월 설립된 국무총리(국무조정실) 산하 경제인문사회연구회 소속 기타공공기관이다. 부산광역시 영도구 해양로301번길 26 (동삼동)에 있다.

## 연혁
- 1984년 2월 1일 한국해운기술원 개원
- 1997년 3월 17일 한국해양수산개발원법 국회 본회의 통과
- 1997년 4월 18일 한국해양수산개발원 설립 (5개 기관 통합 : 해운산업연구원, 한국해양연구원 해양정책연구부, 한국농촌경제연구소 산림수산경제연구부(수산 부문), 국립수산진흥원 수산경제연구실, 수협중앙회 수산경제 연구원)
- 1999년 1월 29일 「정부출연연구기관 등의 설립 운영 및 육성에 관한 법률」 시행 국무총리실 산하 경제인문사회연구회 소속으로 변경